# Hans Keis
Hans Keis (* 5. Dezember 1914; † 20./21. Jahrhundert) war ein deutscher Fußballspieler. 

## Karriere
Keis gehörte dem TSV 1860 München als Torwart an, für den er die Saison 1941/42 in der Gauliga Bayern, in einer von zunächst 16, später auf 23 aufgestockten Gauligen zur Zeit des Nationalsozialismus als einheitlich höchste Spielklasse im Deutschen Reich – kriegsbedingt – von 1942 bis 1944 in der Gauliga Südbayern und zuletzt, 1944/45 in der Gauliga München/Oberbayern, Punktspiele bestritt.
Die Saison 1942/43 schloss er mit seiner Mannschaft als Gaumeister Südbayern ab und nahm infolgedessen an der Endrunde um die Deutsche Meisterschaft teil. Er bestritt das am 2. Mai 1943 mit 3:0 beim VfB Stuttgart gewonnene Spiel der 1. Runde, sowie das am 16. Mai mit 2:0 gewonnene Achtelfinale gegen Kickers Offenbach.
Während seiner Vereinszugehörigkeit bestritt er auch sechs Spiele im Wettbewerb um den nationalen Vereinspokal. Sein Debüt gab er am 19. Juli 1942 beim 5:3-Erstrunden-Sieg über den SK Rapid Wien. Nach vier weiteren Siegen, darunter der 15:1-Sieg im Achtelfinale über die SG SS Straßburg, dem bis heute vierthöchsten Sieg in diesem bzw. im Nachfolgerwettbewerb, erreichte er mit seiner Mannschaft das Finale. Das am 15. November 1942 im Berliner Olympiastadion vor 80.000 Zuschauern gegen den FC Schalke 04 ausgetragene Finale wurde mit 2:0 gewonnen.
Nach dem Ende des Zweiten Weltkriegs und mit dem Start der Oberliga Süd, eine von drei Staffeln der nunmehr höchsten deutschen Spielklasse, bestritt er in dieser zwei weitere Spielzeiten – allerdings für den BC Augsburg. Am Saisonende 1946/47 stieg sein Verein als 17. von 20 teilnehmenden Mannschaften jedoch in die zweitklassige Landesliga Bayern ab. Bei der Rückkehr des Klubs in die Oberliga Süd zur Saison 1948/49 gehörte er nicht mehr zum Aufgebot.

## Erfolge
- Gaumeister Südbayern 1943
- Tschammerpokal-Sieger 1942